# Высота (фильм, 1957)
«Высота́» — советский художественный фильм, поставленный на Московской ордена Ленина киностудии «Мосфильм» в 1957 году режиссёром Александром Зархи по одноимённому роману Евгения Воробьёва.
Премьера фильма состоялась 29 апреля 1957 года.

## Сюжет
На строительство доменной печи прибывает бригада монтажников под руководством прораба Константина Токмакова и бригадира Николая Пасечника.
На стройке Николай знакомится со сварщицей Екатериной. Он пытается ухаживать за ней, но они часто ссорятся. Этому мешает и бывший ухажёр Екатерины Василий Хаенко — нерадивый работник и сплетник.
Мария — жена карьериста Игоря Дерябина — начальника Константина, мечтающего покинуть «эту глушь». Она несчастлива в браке, нигде не работает. Её младший брат работает в бригаде Токмакова. Однажды для того, чтобы увидеть, как работает брат, Мария приходит на стройку, и Константин проводит для неё экскурсию.
На монтаже домны работает верхолаз Николай Пасечник — руководитель Токмаков грозится его наказать, за то что тот без надобности рискует жизнью, выполняя в воздухе акробатические трюки, словно для него стройка — это цирк.
Во время сильного ветра Дерябин приказывает продолжать монтаж оборудования. Последняя царга домны, поднятая строительным краном, раскачивается от ветра и отказывается встать на нужное место. Она теряет управляемость и рискует упасть, раздавив своим весом уже смонтированное оборудование. Строители пребывают в шоке и не знают, что им делать. Только смелость верхолаза Николая Пасечника, который решается без страховки взобраться на домну и, рискуя жизнью, подтянуть кронштейн со злополучной царгой, помогает избежать несчастья и закончить монтаж. Дерябин перед своим начальником подставляет Токмакова, который без оправданий берёт ответственность за произошедшее на себя.
Из-за затянувшихся дождей бригада не может уложиться в сроки. Пасечник и Токмаков придумывают план по ускорению работ, монтируя оборудование на земле. Дерябин не хочет брать ответственность на себя и предлагает вести монтаж в его отсутствие.
Когда дождь утих, оборудование героически поднимают и устанавливают; Николай же срывается с высоты вниз после того, как по личной инициативе он водрузил красный флаг на самом верху конструкции. Он остаётся жив, но ломает ноги. Катя ухаживает за Колей в больнице. Она морально созревает и вступает в комсомол.
Дерябин пытается с помощью Хаенко опорочить Токмакова за несчастный случай. Но другие рабочие в бригаде протестуют.
На высоте домны Мария и Токмаков, смотря вниз, признают «банальность красоты берёзок и русских равнин и неповторимость рукотворной красоты, сделанной самим человеком», — для производственного романа эти слова имеют жанрово значимый смысл.
Дерябин получает повышение в трест, но Мария уезжать с ним решительно отказывается. В конце фильма, когда инженер Токмаков прощается на вокзале с рабочими, Мария приходит проститься с ним и надеется на письмо от Константина. Николай и Екатерина женятся.
После торжественного открытия домны отцом Марии и Бориса бригада едет на новую стройку. Но травмированный Николай, хромающий на одну ногу, не может ехать с ними и прощается со всеми отъезжающими на железнодорожном вокзале.

## В ролях
- Николай Рыбников — Николай Николаевич Пасечник, монтажник-верхолаз
- Инна Макарова — Катя (Екатерина Петровна) Петрашень, сварщик
- Геннадий Карнович-Валуа — Константин Максимович Токмаков, прораб
- Василий Макаров — Игорь Родионович Дерябин, начальник монтажного управления
- Марина Стриженова — Маша, жена И. Р. Дерябина
- Борис Ситко — Иннокентий Пантелеймонович Дымов, начальник строительства
- Сергей Ромоданов — отец Маши и Бориса
- Елена Максимова — мать Маши и Бориса
- Лев Борисов — Борис Берестов, молодой монтажник
- Леонид Чубаров — Вася Хаенко, монтажник
- Бригада монтажников:
  - Хорен Абрамян — Баграт, монтажник
  - Владимир Поболь — Володя
  - Валентин Печников — Валентин
  - Евгений Зиновьев — Евгений
  - Михаил Воробьёв — Михаил Сергеевич Карпухин

## Съёмочная группа
- Сценарист — Михаил Папава
- Режиссёр-постановщик — Александр Зархи
- Главный оператор — Владимир Монахов
- Композитор — Родион Щедрин
- Директор картины — Алексей Стефанский

## Съёмки
- Для этого фильма Родион Щедрин написал на стихи Владимира Котова песню «Марш монтажников»[2].
- На роль Маши пробовались также Элина Быстрицкая и Клара Лучко.
- Хотя действие книги Е. Воробьёва, по которой снят фильм, происходит на Южном Урале, местом съёмок был Днепродзержинск. В съёмках принимали участие строители и монтажники доменной печи № 12 «Днепростальконструкция» в Днепродзержинске.
- Отдельные сцены снимались в Днепропетровске (парк имени Т. Г. Шевченко, ж/д вокзал)[источник не указан 4771 день].
- Сцены, действие которых происходит на большой высоте, снимались оператором комбинированных съёмок Б. Горбачёвым по методу «блуждающей маски», при котором актёры, отснятые в павильоне, совмещались с фоном, снимавшимся на натуре[3].

## Награды
- Главная премия на международном кинофестивале в Карловых Варах, 1957 год[4][5].
- Золотая медаль на международном кинофестивале в Москве, 1957 год[4][5].
- 1957 — Лучший фильм года по версии журнала «Советский экран»[5].
- Особый приз и первая премия за комбинированные съёмки на всесоюзном кинофестивале в Москве, 1958 год[4].

## Критика
Кинокритик Людмила Погожева хвалила фильм в целом и исполнителей главных ролей. По её мнению, «Н. Рыбников чудесно играет обаятельного, смышлёного рабочего паренька, с тонким чувством юмора, активным отношением ко всему, что его окружает», а роль Кати «сыграна И. Макаровой с присущим ей блеском, лёгкостью, непринуждённостью».
Авторы «Краткой истории советского кино» отмечали, что фильм «Высота», «несмотря на некоторую слабость драматургической композиции, достойно продолжал лучшие реалистические традиции советского киноискусства». Киновед Е. Марголит писал, что «оба сюжета — производственный и лирический — оказываются в „Высоте“ безупречно зарифмованы».